# بين ويلسون (لاعب كريكت)
بين ويلسون (22 سبتمبر 1921 في المملكة المتحدة - 1 سبتمبر 1993 في المملكة المتحدة) (بالإنجليزية: Ben Wilson)‏ هو لاعب كريكت بريطاني وبريطاني (وحمل سابقاً جنسية المملكة المتحدة لبريطانيا العظمى وأيرلندا). لعب مع نادي وارويكشاير للكريكيت ‏ وSuffolk County Cricket Club ‏.

## وصلات خارجية
- بين ويلسون على موقع إي آس بي آن كريك إنفو (الإنجليزية)